# T. Rex
T.Rex (též T Rex nebo T-Rex) byla anglická rocková skupina, vedená kytaristou a zpěvákem Markem Bolanem. Skupina byla založena v 60. letech v Londýně jako folk rocková s názvem Tyrannosaurus Rex a vydala v roce 1968 své debutové album My People Were Fair and Had Sky in Their Hair... But Now They're Content to Wear Stars on Their Brows, které dosáhlo 15. pozice v britské hitparádě. V 70. letech dosáhla T.Rex úspěchu jako glam rocková skupina s hity „Hot Love“, „Get It On“, „Telegram Sam“ a „Metal Guru“.
V roce 1977 Bolan zemřel při autonehodě několik měsíců po vydání posledního studiového alba skupiny Dandy in the Underworld a skupina se rozpadla. T.Rex nadále ovlivňovali řadu dalších umělců. V roce 2020 byli uvedeni do Rock and Rollové síně slávy.

## Historie

### Začátky
Ať už se budeme zajímat o Tyrannosaurus Rex nebo T.Rex, vždy bude platit, že obě tyto kapely můžeme zcela ztotožnit s kytaristou a zpěvákem, který se jmenoval Marc Bolan (vl. jménem Marc Feld 30.9.1947–16.9.1977), protože bez něj by tato uskupení nebyla ničím jiným než partami doprovodných muzikantů.
Marc dostal svoji první kytaru v 9 letech a už ve 14 letech ho vyrazili ze školy. Marc si z toho ale zřejmě tolik nedělal, stal se členem hnutí mod a následně se vydal na dráhu manekýna. Jenomže při předvádění oblečení toho zřejmě hudebně moc neprodukoval, a tak se v roce 1967 připojil k anglické mod kapele John’s Children, kde k jejich materiálu přispěl singlem Desdemona, který BBC (kvůli textu o zvedání sukně) moralisticky zakázala. Kapela se následně rozpadla.
Marc se vydal do Paříže, kde se setkal s jakýmsi čarodějem a stal se jeho učněm. Zájem o magii a mystiku Marka hodně ovlivnil, což se odrazilo i na jeho rané tvorbě. V této době již začíná používat pseudonym Marc Bolan, kde Bolan je pravděpodobně vytvořen ze jména Bob Dylan, kterého Marc také svého času napodoboval.

### Tyrannosaurus Rex
Po návratu do Londýna se dává dohromady s perkusákem Stevem „Peregrinem“ Tookem a vytváří ryze akustické folkové duo Tyrannosaurus Rex, které na sebe následujícího roku upozorní singlem „Debora“. Úspěch se dostavuje, vycházejí další desky a kapela se pevně zabydluje na undergroundové hippie scéně. Jenomže v roce 1969 se začínají projevovat hudební i lidské rozdíly obou muzikantů. Bolan odmítá na desky umisťovat Tookovy kompozice, což není pochopitelně zcela pochopeno a následné americké turné končí fiaskem a Tookovým vyhazovem. Steve Took se později vydal na dráhu drogového dealera a na počátku 80. let ho jeho zaměstnání přivedlo do hrobu.
Bolan ale nevěší kytaru na hřebík a ještě téhož roku začíná spolupráce s dalším perkusistou Michaelem Finnem, kterého si vybral nejen pro jeho hudební kvality, ale prý také kvůli tomu, že se Bolanovi líbila jeho motorka.
Ale úspěch se opět dostavuje, a to díky singlu Ride a White Swan. Název kapely je zkrácen na T.Rex (vcelku nechtěně, protože producenty už nebaví na pásky ve studiu neustále psát dlouhý název kapely) a hudebně se kapela stále více přibližuje k popu než k undergroundu.
Pro potřeby turné se k dvojici přidávají další dva hudebníci (Steve Currie – basa, Bill Legend – bicí) a z T.Rex se stává regulérní rocková kapela.

### T.Rex a glam rock
Zásadním zlomem pro britskou scénu počátkem 70. let bylo vystoupení T.Rex v pořadu Top of the Pops, kam Bolan přišel nalíčen, a právě toto vystoupení se stalo začátkem glam rockového období, jehož stěžejní deskou byla Electric Warrior (1971). Singl „Get It On“ dokonce boduje i v glam-rockem téměř nezasažené Americe.
T.Rex jsou na vrcholu popularity a i další deska s názvem The Slider je velice úspěšná, Bolan v tomto období vypadá jak velice ošklivá ženská a patři mu primát ve vystupování v ženských šatech. Novináři mluví o tzv. T.Rextasy, kterou srovnávají s beatlemánií, protože šílenství teenager fanynek, které ječí a omdlévají na koncertech, je enormní. Bolan dokonce koncertně spolupracuje s Eltonem Johnem a Ringem Starrem, mimo jiné i na koncertním záznamu Born to Boogie.
Rok 1973 sice přináší veleúspěšný singl „20th Century Boy“, ale zároveň je posledním rokem výsadního postavení T.Rex na hudební scéně. Bolanovi stoupá kromě slávy do hlavy také kokain do nosu, což vede k diktátorskému přístupu k ostatním muzikantům, jenž vyvolal nejprve odchod Billa Legenda (konec roku 1973) a po totálním propadáku, kterým se stala deska Zinc Alloy and The Hidden Raiders of Tomorrow, opouští kapelu i producent Tony Visconti, jehož podíl na úspěchu kapely byl rozhodně nezanedbatelný. A aby těch rozchodů nebylo málo, tak se Marc rozvádí, a to konkrétně se svou ženou June Child a zakládá nový poměr. Partnerkou se mu stává zpěvačka Gloria Jones, která vstupuje i do kapely a v roce 1975 Markovi naděluje syna, kterého pojmenují Rolan Bolan (pozn. David Bowie, který byl Bolanovým velkým kámošem, pojmenoval syna Zowie).

### Ústup ze slávy a comeback
V roce 1975 vzniká deska Bolan's Zip Gun, kterou produkuje sám Marc, ale na počátku téhož roku kapela dostává další ránu odchodem Mickeyho Finna. V té době už Marc nežije v Anglii a kvůli daním se stěhuje nejprve do Monte Carla a později do USA, kde vegetariánství mění za hamburgry a muzikant, kdysi připomínající spíše elfa než člověka, začíná vypadat jako otylý páprda. Jenomže deska Futuristic Dragon (1976) a singly z ní vyjmuté se stávají částečně úspěšnými a singl „Born to Boogie“ (1976) dokonce dosahuje na 13. pozici britské hitparády a deska Dandy in the Underworld (1977) je dokonce pochválena i kritikou, která v posledních letech nešetřila výsměchem nad Bolanovu produkci. Marc se vzpamatoval i fyzicky, podařilo se mu zhubnout a na televizní stanici ITV má dokonce vlastní show, kam zve mladé nadějné punkové kapely a s kapelou The Damned pořádá úspěšné turné. Zdá se, že jeho hvězda opět zazáří naplno…

### Bolanova smrt a konec T.Rex
Marc Bolan se bál aut a dokonce si ani neudělal řidičák. Míval totiž vidění, že se zabije právě v autě a tyto představy se promítly i do textů jeho skladeb. Zároveň o sobě tvrdil, že se nikdy nedožije 30 let. Zjevně byl dobrým prorokem, protože 16. září 1977 (14 dní před 30. narozeninami) zemřel na místě spolujezdce, když se spolu s Glorií Jones vracel z kalby domů a pravděpodobně vinou technické závady se trajektorie auta protla s pozicí stromu nedaleko od jejich bydliště v jihovýchodním Londýně. Gloria vyvázla jen s několika zraněními, ale Bolan byl na místě mrtev. Dnes je na tomto místě postaven památník připomínající událost a je cílem mnoha jeho fanoušků i mnoho let po tragédii. Existence kapely pochopitelně skončila.
Bolanův syn Rolan Bolan v 90. letech spojil své síly s Finnem a zahráli při příležitosti 20. výročí smrti Bolana. Finn sice v roce 2002 zemřel, ale Rolan Bolan dodnes vystupuje pod hlavičkou kapely T.Rex (Celebration of Marc and Mickey) a šíří slávu svého otce dál.

## Členové T.Rex

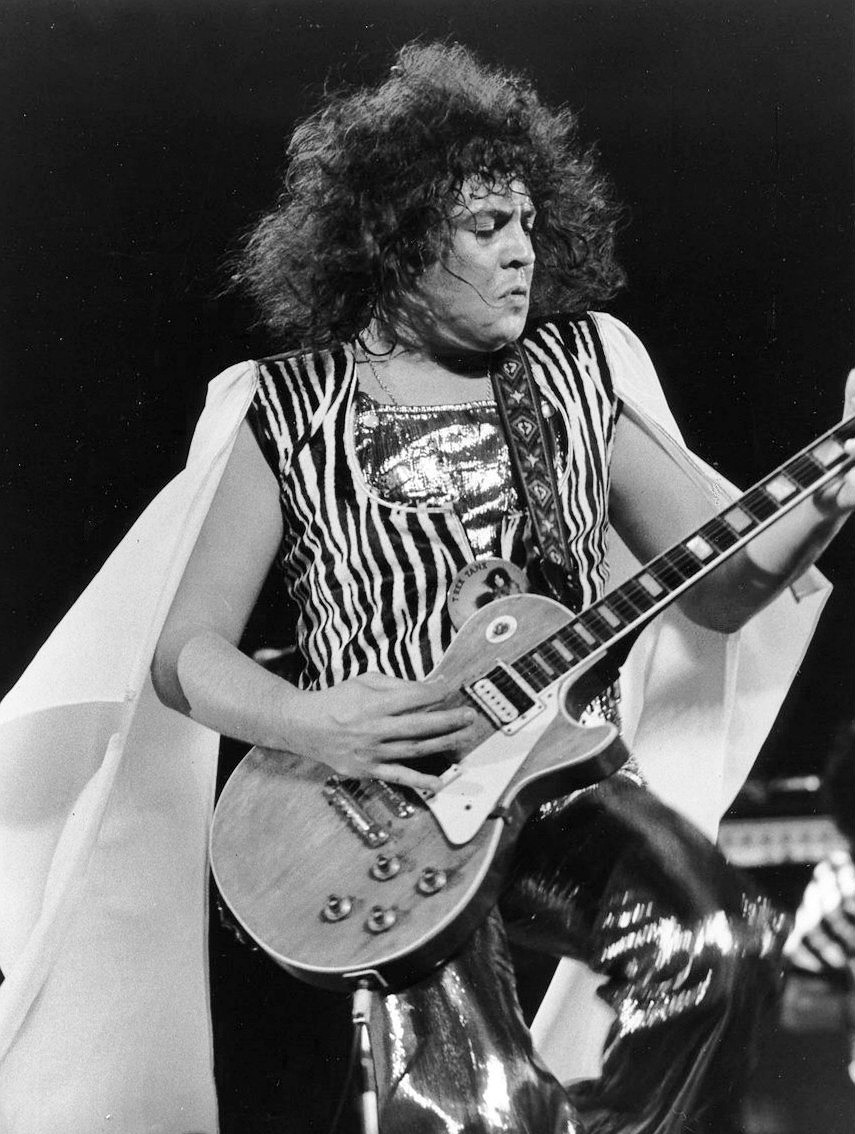
Marc Bolan
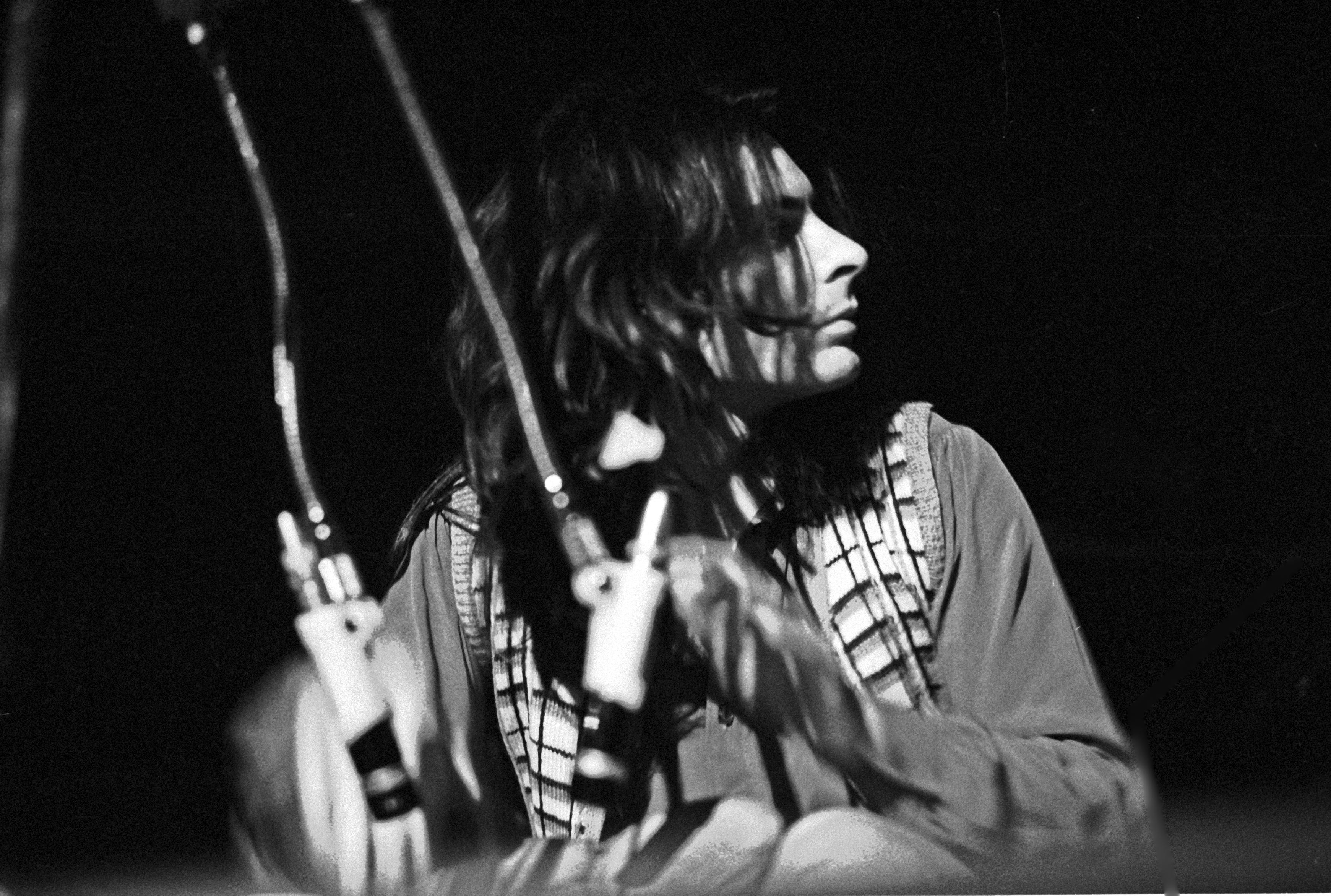
Mickey Finn
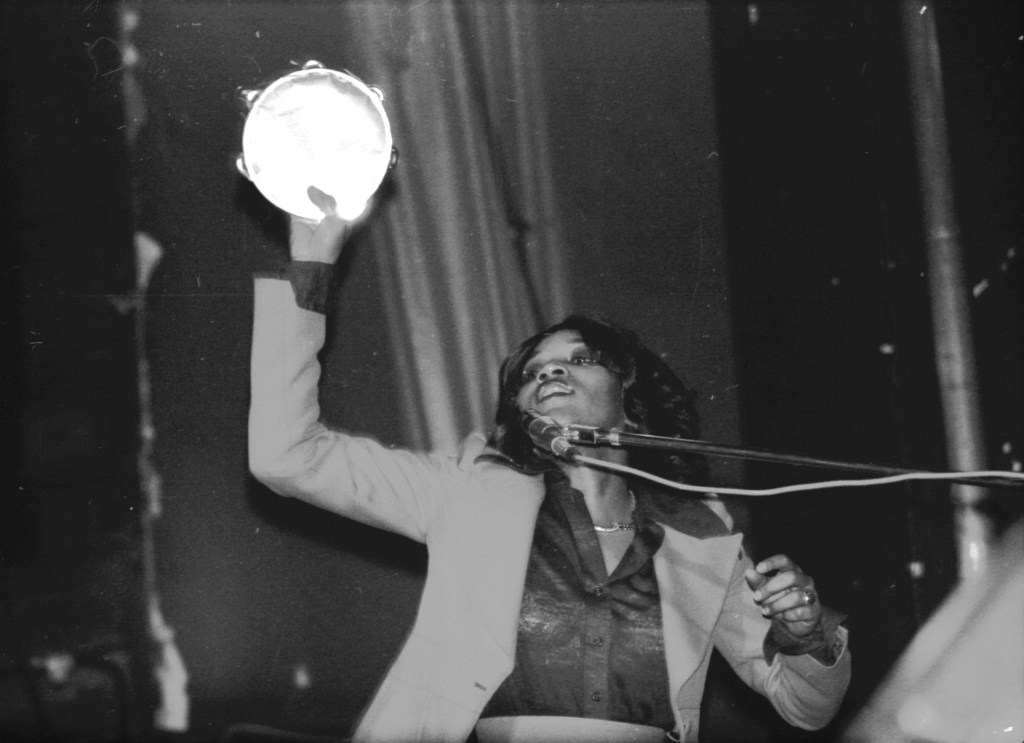
Gloria Jones

Tyrannosaurus Rex:
- Marc Bolan (1967–70) – zpěv, kytara
- Steve „Peregrin“ Took (1967–9) – perkuse
- Mickey Finn (1969–70) – perkuse

T.Rex:
- Marc Bolan (1970–77) – zpěv, kytara
- Mickey Finn (1970–75) – perkuse
- Steve Currie (1970–76) – basa
- Bill Legend (1970–74) – bicí
- Jack Green (1973–4) – kytara
- Gloria Jones (1973–6) – klávesy
- Davy Lutton (1974–6) – bicí
- Dino Dines (1974–7) – klávesy
- Miller Anderson (1976–7) – kytara
- Herbie Flowers (1976–7) – basa
- Tony Newman (1976–7) – bicí

## Diskografie

### Tyrannosaurus Rex
- My People Were Fair and Had Sky in Their Hair... But Now They're Content to Wear Stars on Their Brows (1968)
- Prophets, Seers & Sages: The Angels of the Ages (1968)
- Unicorn (1969)
- A Beard of Stars (1970)

### T. Rex
- T. Rex (1970)
- Electric Warrior (1971)
- The Slider (1972)
- Tanx (1973)
- Zinc Alloy and the Hidden Riders of Tomorrow - A Creamed Cage in August (1974)
- Bolan's Zip Gun (1975)
- Futuristic Dragon (1976)
- Dandy in the Underworld (1977)